# لوريس شحادة
لوريس شحادة (أيضاً لوريس شحادة-بينوني; 1908-2009) روائية وشاعرة لبنانية.

## سيرتها
ولدت لوريس في القاهرة. شقيقها جورج شحادة. تنتمي عائلتها الارستقراطية النسب، الناطقة بالفرنسية الكنيسة اليونانية الأرثوذكسية. درست لوريس في بيروت. عام 1934، تزوجت من دبلوماسي إيطالي وهو الماركيز جورجيو بينزوني، وقد كانت التقت به في دمشق، ثم عاشت في الخارج في سراييفو وبولندا وتشيكوسلوفاكيا وباريس وهولندا. نشرت لوريس كتيبات قصيرة، كانت إلى حدٍ كبيرة روايات سير ذاتية من ماضيها، وأعربت بلغة شِعرية مستفيضة عن حنينها إلى لبنان وأيام طفولتها. جمعت العديد من هذه النصوص القصيرة عام 1999 في كتابٍ عنّونته Les Livres d'Anne أي "كتب آن"؛ ويتضمن تصوّراً تاريخياً للعنف في لبنان.
نشرت شحادة كتيبات قصيرة المدى ، كانت إلى حد كبير روايات عن سيرتها الذاتية ، تعود إلى ماضيها وتعبّر بلغة شعرية مرنة عن حنينها إلى لبنان وأيام طفولتها. تم جمع العديد من هذه النصوص القصيرة في عام 1999 تحت عنوان Les Livres d'Anne ؛ مضمن هو تصوير تاريخي للعنف في لبنان.

## أعمال مختارة
- Journal d'Anne (1947; (ردمك 2-84289-279-8))
- Récit d'Anne (1950)
- Le temps est un voleur d'images (1952)
- La Fille royale et blanche (1953).
- Fleurs de chardon (1955)
- Portes disparues (1956)
- Jardins d'orangers amers (1956)
- Les Grandes horloges (1961)
- Le Batelier du vent (1961)
- J'ai donné au silence ta voix (1962)
- Du ruisseau de l'aube (1966)
- Un jeu d'enfant (2000)
- Les larmes ont la couleur de l'eau (2004)

### ببليوغرافيا
- Badr، Maha (1 سبتمبر 2010). Georges Schehadé ou la poésie du réel. Editions L'Harmattan. ISBN:978-2-296-25877-8. مؤرشف من الأصل في 2020-01-25.
- Copyright Office, Library of Congress (1962). Catalog of Copyright Entries. Third Series: 1961: July-December. Copyright Office, Library of Congress. مؤرشف من الأصل في 2020-01-25.
- Jack، Belinda (5 سبتمبر 1996). Francophone Literatures: An Introductory Survey. OUP Oxford. ISBN:978-0-19-158413-8. مؤرشف من الأصل في 2020-01-25.
- Valgimigli, Manara; Pancrazi, Pietro (1 Jan 2003). Storia di un'amicizia: Scelta dal carteggioinedito (بالفرنسية). Lampi di stampa. ISBN:978-88-488-0153-9. Archived from the original on 2020-01-25.

## وصلات خارجية
- Une Forêt Cachée, 156 Portraits d'Écrivains Oubliés", by Éric Dussert (in French)